# El artista madridista
«El artista madridista» es el cuarto y último sencillo del álbum de Los Planetas Encuentros con entidades.
Publicado en formato digipack, incluyendo un DVD con los videoclips de las canciones El artista madridista y Nosotros somos los zíngaros (producidos, dirigidos y editados por Les Nouveaux Auteurs).

## Lista de canciones
1. El artista madridista 4:42
2. Rock chino 6:25

## Reediciones
En 2005 se incluyó, en formato CD, en la caja Singles 1993-2004. Todas sus caras A / Todas sus caras B (RCA - BMG). El cofre se reeditó, tanto en CD como en vinilo de 10 pulgadas, por Octubre / Sony en 2015.
En 2015 Octubre publica el sencillo en vinilo de siete pulgadas en una edición de 500 copias.

## Videoclip
El vídeo promocional fue dirigido por Marc Lozano para Les Nouveaux Auteurs y Common Films.
Está disponible en Encuentro con entidades DVD (RCA - BMG 2002), en el DVD que acompañaba al sencillo de mismo título (RCA - BMG 2003) y en el DVD Principios básicos de Astronomía (Octubre - Sony Music Entertainment 2009).
Sobre el vídeo Marc Lozano (responsable del colectivo Les Nouveaux Auteurs y director del clip) comenta "Este es el vídeo para los fans, pero también es el que ha servido de tributo a los roadies de la banda, los que montan y desmontan escenarios y prueban los instrumentos. Llegamos una vez a la sala Razzmatazz para encontrarnos con Los Planetas mientras ensayaban y allí sólo estaban los roadies. Se nos ocurrió entonces que podríamos hacer un vídeo en el que los roadies hiciesen el play back de la canción mientras los componentes del grupo estuviesen pasándoselo de puta madre en la otra pantalla. Parte del clip lo grabamos en Barcelona y las imágenes de la banda en la piscina, en la Vespa, en la plantación de marihuana... se grabaron en Granada".